# Chrysolina cerealis
Chrysolina cerealis és una espècie de coleòpter de la família dels crisomèlids. Pel seu nom en anglès, "rainbow leaf beetle", de vegades s'anomena «escarabat de l'arc de sant Martí».

## Descripció
Chrysolina cerealis pot atènyer una longitud de 5,5 a 10 mil·límetres. Les femelles solen ser més grans que els mascles. La coloració del protòrax i les èlitres és força variable, normalment és de color verd metàl·lic amb tres franges longitudinals blaves i vermelles, amb reflexos daurats. La subespècie Chrysolina cerealis mixta té un protòrax i èlitres de color blau metàl·lic. Les parts inferiors són de color blau fosc.
S'alimenta de plantes de la família de lamiàcies. La sobrepastura i el canvi climàtic amenacen el seu hàbitat.

## Distribució
És una espècie de la regió eurosiberiana que colonitza el Pirineu i els Pics d'Europa a la península ibèrica. Es poden trobar als boscos, boscos, prats, erms i prats de muntanya a més de 600 m sobre el nivell del mar. És molt comuna al Pirineu francès. Va ser observada a la Vall de Varradòs a la Vall d'Aran, i a Andorra. També a la Vall de Boi, Caldes de Boi, l'estany de la Llebreta i Viliella, Setcases, la collada de Toses i a Llívia.

## Subespècies
Hi ha cinc subespècies:
- Chrysolina cerealis cerealis (Linnaeus, 1767) (Europa central i occidental)
- Chrysolina cerealis cyaneoaurata (Motschulsky, 1860) (Sibèria, Mongòlia)
- Chrysolina cerealis megerlei (Fabricius, 1801) (Europa central i sud-occidental)
- Chrysolina cerealis mixta (Küster, 1844) (Alps, Pirineu)
- Chrysolina cerealis rufolineata (Motschulsky, 1860) (Caucasus septentrional, Crimea, Ucraïna, Rússia europea)

- Chrysolina cerealis cerealis
- Chrysolina cerealis mixta als alps italians